# 加洛尔新堡
加洛尔新堡（法語：Châteauneuf-de-Galaure，法語發音：[ʃatonœf də ɡalɔʁ]，意即为“加洛爾河的新堡”）是法国德龙省的一个市镇，属于瓦朗斯区。该市镇总面积18.08平方公里，2009年时的人口为1557人。

## 人口
加洛尔新堡人口变化图示